# Vuelta a Murcia 2025
La 45.ª edición de la clásica ciclista Vuelta a Murcia fue una carrera en España que se celebró el 15 de febrero de 2025 con inicio en el municipio de Jumilla y final en la ciudad de Murcia sobre un recorrido de 199,6 kilómetros.
La carrera formó parte del UCI Europe Tour 2025, calendario ciclístico de los Circuitos Continentales UCI, dentro de la categoría 1.1. El vencedor fue el suizo Fabio Christen del Q36.5, quien estuvo acompañado en el podio por el francés Aurélien Paret-Peintre del Decathlon AG2R La Mondiale y el italiano Christian Scaroni del XDS Astana, segundo y tercer clasificado respectivamente.

## Equipos participantes
Tomaron parte en la carrera 18 equipos: 5 de categoría UCI WorldTeam, 9 de categoría UCI ProTeam, 3 de categoría Continental y la selección nacional de España. Formaron así un pelotón de 124 ciclistas de los que acabaron 90. Los equipos participantes fueron:
| WorldTeams (5)- Decathlon AG2R La Mondiale Team - Movistar Team - UAE Team Emirates XRG - XDS Astana Team - Intermarché-Wanty ProTeams (9)- VF Group-Bardiani CSF-Faizanè - Q36.5 Pro Cycling Team - Tudor Pro Cycling Team - Caja Rural-Seguros RGA - Burgos-Burpellet-BH - Equipo Kern Pharma - Team Flanders-Baloise - Team TotalEnergies - Euskaltel-Euskadi Equipos continentales (3)- Illes Balears Arabay - Petrolike - Project Echelon Racing Equipo nacional- España |
| |

## Clasificación final
- La clasificación finalizó de la siguiente forma:[4]

| \| Clasificación general \| Clasificación general \| Clasificación general \| Clasificación general \| Clasificación general \| \| Ciclista \| Ciclista \| Equipo \| Tiempo \| \| \| --------------------- \| ---------------------- \| -------------------------- \| --------------------- \| --------------------- \| \| 1.º \| Fabio Christen \| Q36.5 Pro Cycling Team \| 4 h 38 min 09 s \| \| \| 2.º \| Aurélien Paret-Peintre \| Decathlon-AG2R La Mondiale \| + 0 s \| \| \| 3.º \| Christian Scaroni \| XDS Astana Team \| + 0 s \| \| \| 4.º \| Clément Champoussin \| XDS Astana Team \| + 0 s \| \| \| 5.º \| Lorenzo Fortunato \| XDS Astana Team \| + 0 s \| \| \| 6.º \| Nairo Quintana \| Movistar Team \| + 0 s \| \| \| 7.º \| Isaac Del Toro \| UAE Team Emirates XRG \| + 0 s \| \| \| 8.º \| Tim Wellens \| UAE Team Emirates XRG \| + 2 s \| \| \| 9.º \| Adrià Pericas \| UAE Team Emirates XRG \| + 5 s \| \| \| 10.º \| Jordan Labrosse \| Decathlon-AG2R La Mondiale \| + 10 s \| \| |                        |                            |                 |
| |                        |                            |                 |
| Fuente: ProCyclingStats |                        |                            |                 |
| Clasificación general |                        |                            |                 |
| Ciclista | Ciclista               | Equipo                     | Tiempo          |
| 1.º | Fabio Christen         | Q36.5 Pro Cycling Team     | 4 h 38 min 09 s |
| 2.º | Aurélien Paret-Peintre | Decathlon-AG2R La Mondiale | + 0 s           |
| 3.º | Christian Scaroni      | XDS Astana Team            | + 0 s           |
| 4.º | Clément Champoussin    | XDS Astana Team            | + 0 s           |
| 5.º | Lorenzo Fortunato      | XDS Astana Team            | + 0 s           |
| 6.º | Nairo Quintana         | Movistar Team              | + 0 s           |
| 7.º | Isaac Del Toro         | UAE Team Emirates XRG      | + 0 s           |
| 8.º | Tim Wellens            | UAE Team Emirates XRG      | + 2 s           |
| 9.º | Adrià Pericas          | UAE Team Emirates XRG      | + 5 s           |
| 10.º | Jordan Labrosse        | Decathlon-AG2R La Mondiale | + 10 s          |

## Ciclistas participantes y posiciones finales
Convenciones:
- AB-N: Abandono en la etapa "N"
- FLT-N: Retiro por arribo fuera del límite de tiempo en la etapa "N"
- NTS-N: No tomó la salida para la etapa "N"
- DES-N: Descalificado o expulsado en la etapa "N"

## UCI World Ranking
La Vuelta a Murcia otorgó puntos para el UCI World Ranking para corredores de los equipos en las categorías UCI WorldTeam, UCI ProTeam y Continental. Las siguientes tablas son el baremo de puntuación y los diez corredores que obtuvieron más puntos:
| Posición              | 1.º | 2.º | 3.º | 4.º | 5.º | 6.º | 7.º | 8.º | 9.º | 10.º | 11.º | 12.º | 13.º-15.º | 16.º-25.º |
| Clasificación general | 125 | 85  | 70  | 60  | 50  | 40  | 35  | 30  | 25  | 20   | 15   | 10   | 5         | 3         |

| Clasificación |                        |                            |        |
| Posición      | Ciclista               | Equipo                     | Puntos |
| ------------- | ---------------------- | -------------------------- | ------ |
| 1.º           | Fabio Christen         | Q36.5                      | 125    |
| 2.º           | Aurélien Paret-Peintre | Decathlon AG2R La Mondiale | 85     |
| 3.º           | Christian Scaroni      | XDS Astana                 | 70     |
| 4.º           | Clément Champoussin    | XDS Astana                 | 60     |
| 5.º           | Lorenzo Fortunato      | XDS Astana                 | 50     |
| 6.º           | Nairo Quintana         | Movistar                   | 40     |
| 7.º           | Isaac Del Toro         | UAE Emirates XRG           | 35     |
| 8.º           | Tim Wellens            | UAE Emirates XRG           | 30     |
| 9.º           | Adrià Pericas          | UAE Emirates XRG           | 25     |
| 10.º          | Jordan Labrosse        | Decathlon AG2R La Mondiale | 20     |